# Michael Almebäck
Michael Almebäck (Stockholm, 4 april 1988) is een Zweedse voetballer. Hij staat onder contract bij Örebro SK. In 2010 en 2011 speelde hij vijf wedstrijden voor de nationale ploeg van Zweden.

## Carrière
Almebäck is een verdediger die na zijn opleiding bij Ängby IF koos voor IF Brommapojkarna, de club waar hij in 2006 zijn debuut maakte in het eerste elftal. Zijn passage bij Brommapojkarna was echter geen succes. Na drie seizoenen zonder veel speelkansen verhuisde Almebäck naar Örebro SK.
Bij Örebro ontbolsterde de centrale verdediger, die ook centraal op het middenveld uit de voeten kan. Hij werd een vaste waarde en werd in 2010 ook voor de eerste keer opgeroepen voor de nationale ploeg. In de zomer van 2009 werd hij ook genomineerd voor de prijs van beste nieuwkomer in de Zweedse competitie. In juni 2011 verhuisde Almebäck naar Club Brugge. Hij werd er centraal in de verdediging geposteerd naast Ryan Donk. Op de derde speeldag brak hij zijn neus na een botsing met Jorn Vermeulen.

## International
Op 23 januari 2010 debuteerde Almebäck in de nationale ploeg van Zweden. Hij mocht toen meespelen in de vriendschappelijke wedstrijd tegen Syrië. Het was bondscoach Erik Hamrén die hem voor het eerst selecteerde. Almebäck speelde negen keer voor het beloftenelftal van Zweden.

## Clubstatistieken
| seizoen | club              | land                | competitie         | duels | goals |
| ------- | ----------------- | ------------------- | ------------------ | ----- | ----- |
| 2006/07 | IF Brommapojkarna | Vlag van Zweden     | Superettan         | 11    | 0     |
| 2007/08 | IF Brommapojkarna | Vlag van Zweden     | Superettan         | 3     | 0     |
| 2008/09 | IF Brommapojkarna | Vlag van Zweden     | Superettan         | 8     | 0     |
| 2009/10 | Örebro SK         | Vlag van Zweden     | Allsvenskan        | 10    | 0     |
| 2010/11 | Örebro SK         | Vlag van Zweden     | Allsvenskan        | 28    | 0     |
| 2011/12 | Club Brugge       | Vlag van België     | Jupiler Pro League | 28    | 0     |
| 2012/13 | Club Brugge       | Vlag van België     | Jupiler Pro League | 9     | 0     |
| 2013/14 | Brøndby IF        | Vlag van Denemarken | Superligaen        | 10    | 0     |
| 2014/15 | Brøndby IF        | Vlag van Denemarken | Superligaen        | 0     | 0     |
| 2014/15 | → Esbjerg fB      | Vlag van Denemarken | Superligaen        | 9     | 0     |
| 2015/16 | → Esbjerg fB      | Vlag van Denemarken | Superligaen        | 13    | 0     |
| 2016    | Örebro SK         | Vlag van Zweden     | Allsvenskan        | 29    | 1     |
| 2017    | Örebro SK         | Vlag van Zweden     | Allsvenskan        | 20    | 0     |
| 2018    | Örebro SK         | Vlag van Zweden     | Allsvenskan        | 19    | 0     |
| Totaal  | Totaal            | Totaal              | Totaal             | 197   | 1     |